# Malus sylvestris
Malus sylvestris  é uma espécie do gênero Malus, nativa da Europa. Seu nome científico significa "maçã silvestre". a árvore apresenta a presença de espinhos.

## Características
Sua copa é longa e, muitas vezes, se parece mais com um arbusto do que com uma árvore. Pode viver aproximadamente de 80 a 100 anos, e pode crescer até 10 metros de altura com o diâmetro do tronco medindo de 23-45 cm. Devido à sua fraca competitividade e alta necessidade de luz, a M. sylvestris é encontrada principalmente nas bordas das florestas e em sebes de terras agrícolas. É originária da Ásia Central, atualmente correspondendo com a atual área do Cazaquistão. A árvore é atualmente bastante rara, mas nativa da maioria dos países europeus. A árvore tem a presença de espinhos, e suas flores são hermafroditas com a polinização sendo feito por insetos, ela apresenta um padrão de distribuição dispersa como indivíduos únicos ou em pequenos grupos.

## Ancestral das maçãs domesticadas
No passado, M. sylvestris era considerado o ancestral mais importante das maçãs cultivadas ( M. domestica ), que desde então se demonstrou ter sido originalmente derivada da espécie da Ásia central M. sieversii. No entanto, outra análise confirma que M. sylvestris contribuiu significativamente para o genoma.
O estudo descobriu que a introgressão secundária de outras espécies do gênero Malus moldou bastante o genoma de M. domestica, com M. sylvestris sendo o maior contribuinte secundário. Ele também descobriu que as populações atuais de M. domestica estão mais intimamente relacionadas a M. sylvestris do que a M. sieversii. No entanto, em linhagens mais puras de M. domestica, a ancestralidade de M. sieversii ainda predomina.

## Pragas
Suas folhas são alimento das lagartas Smerinthus jamaicensis  e possivelmente da mariposa Scythropia crataegella.

## Galeria

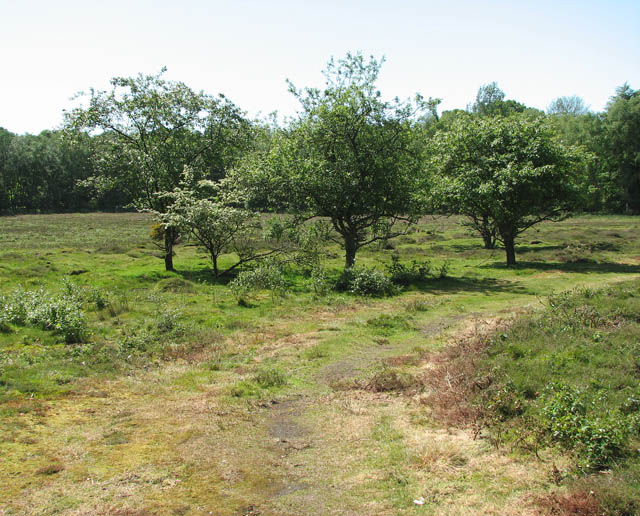
Um exemplo de árvore da M. sylvestris
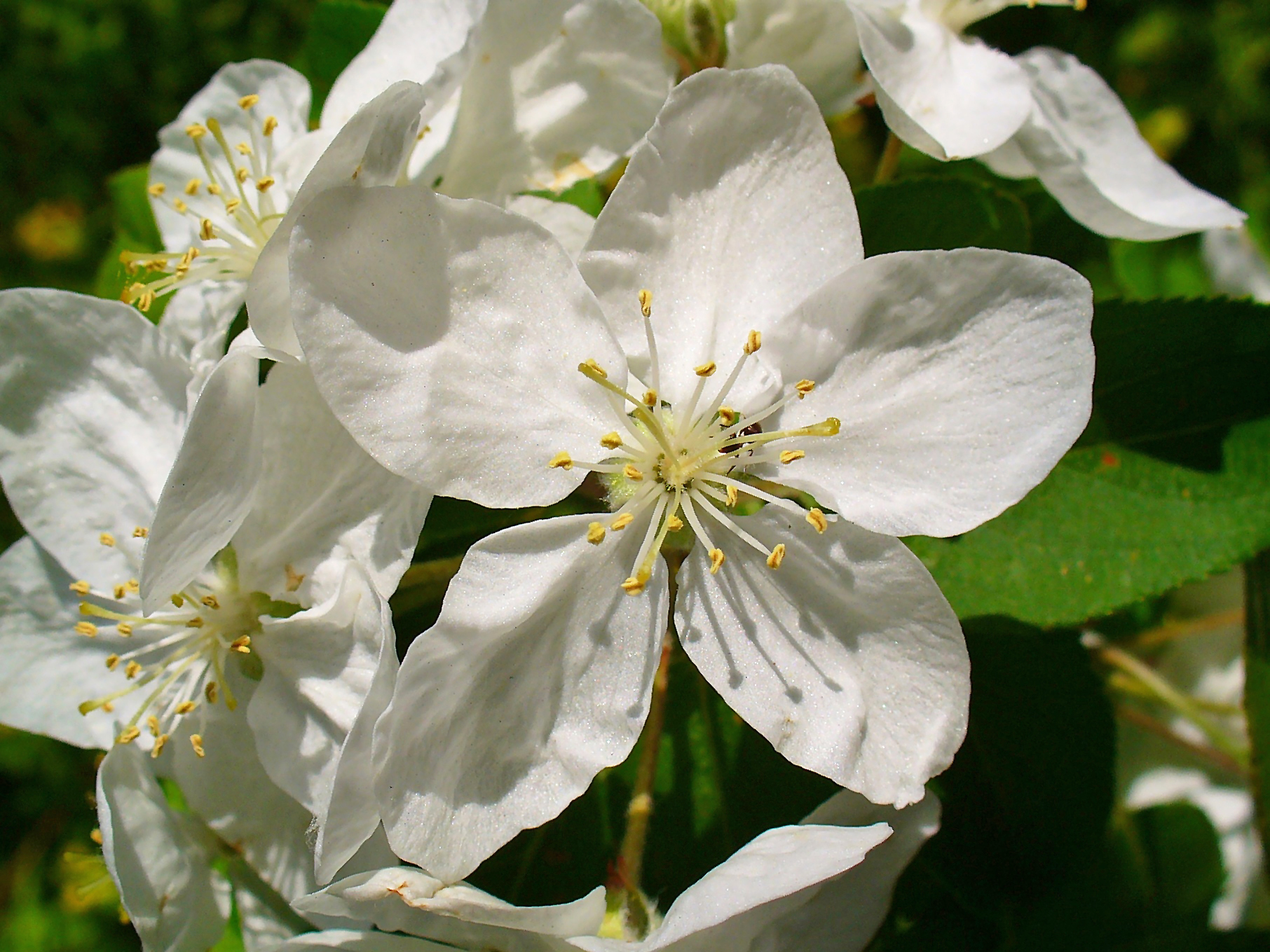
Flores no Jardim Botânico KIT, Karlsruhe, Alemanha
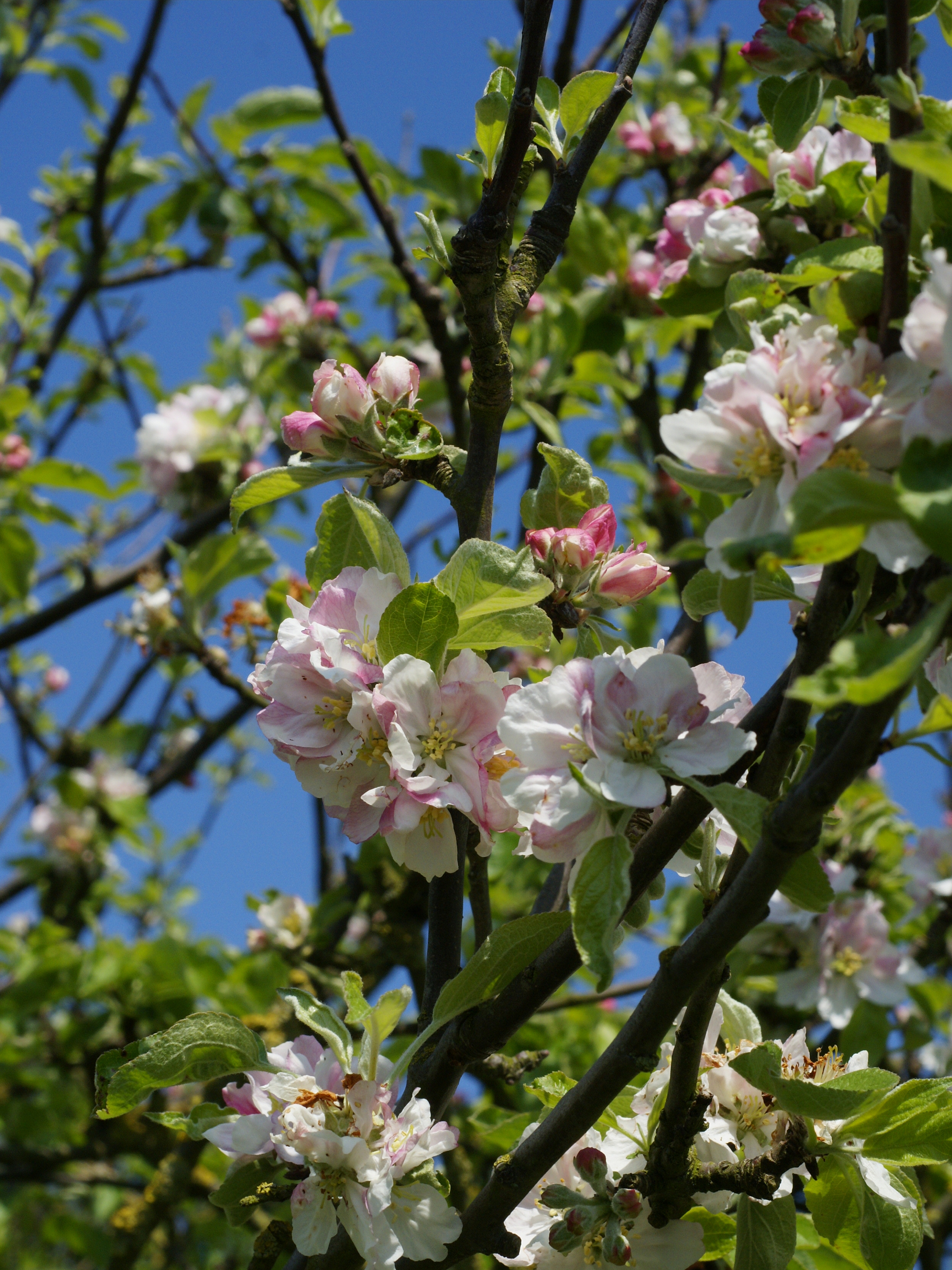
Em Vosseslag, Bélgica
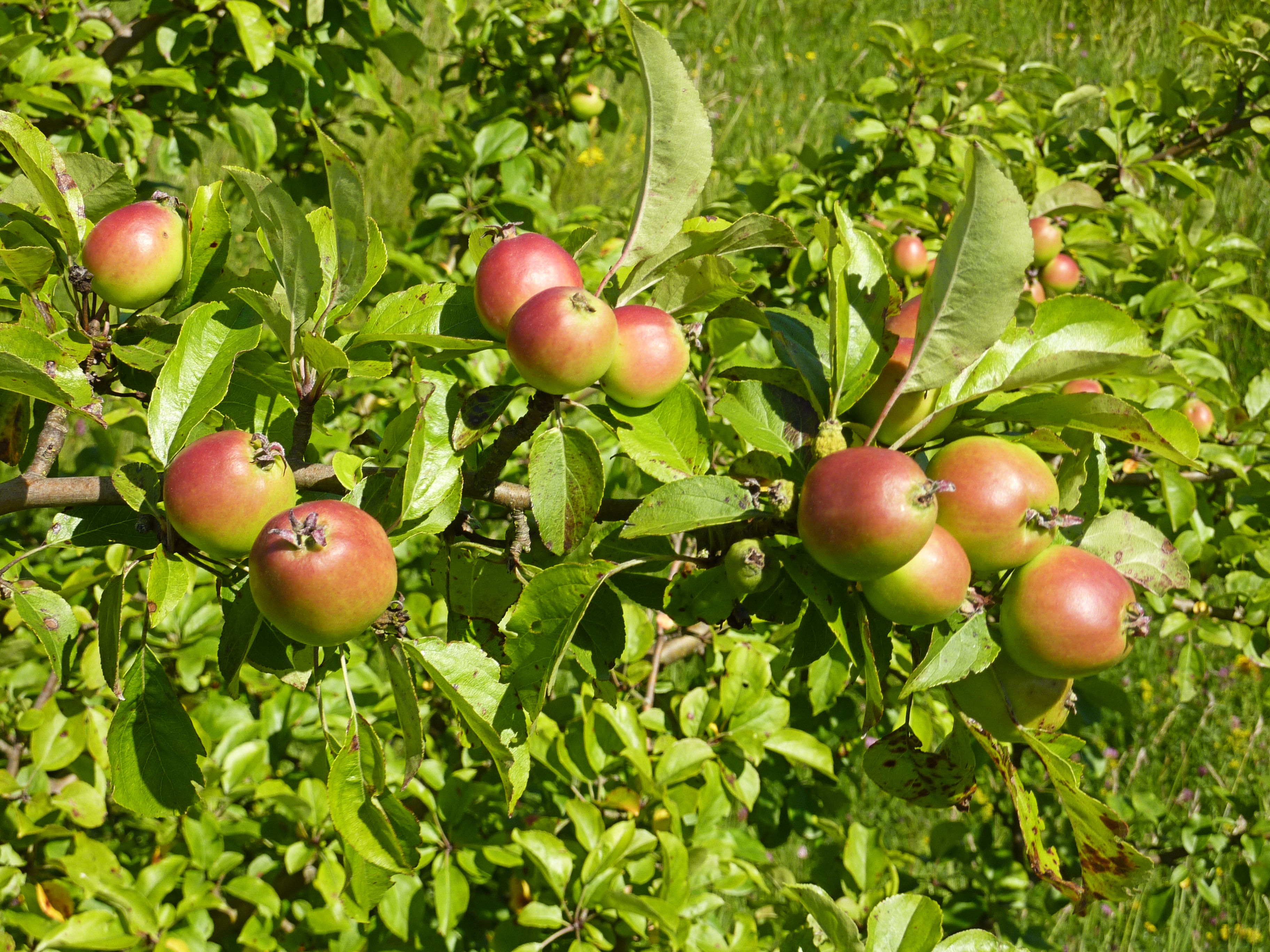
Maçãs maduras de M. sylvestris
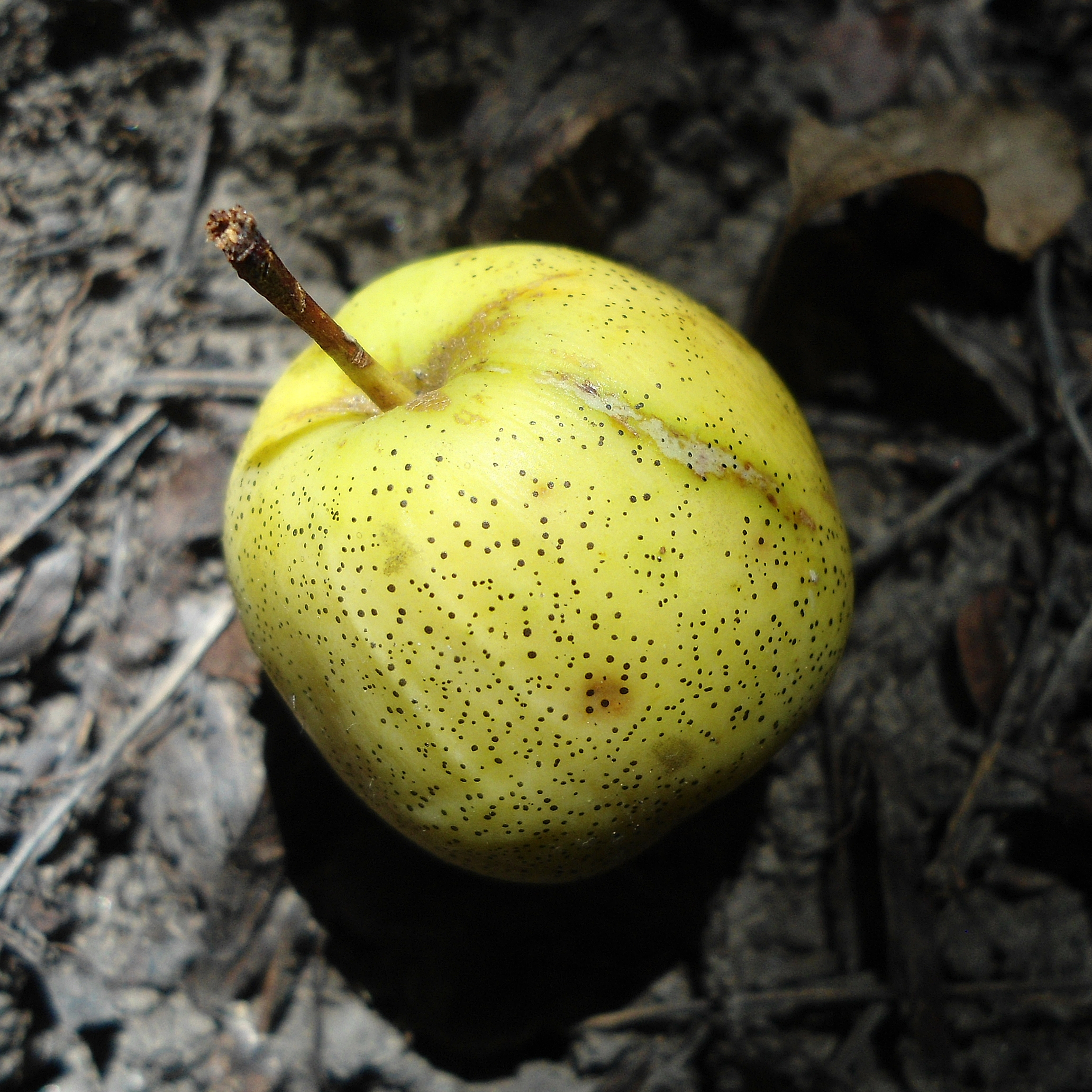
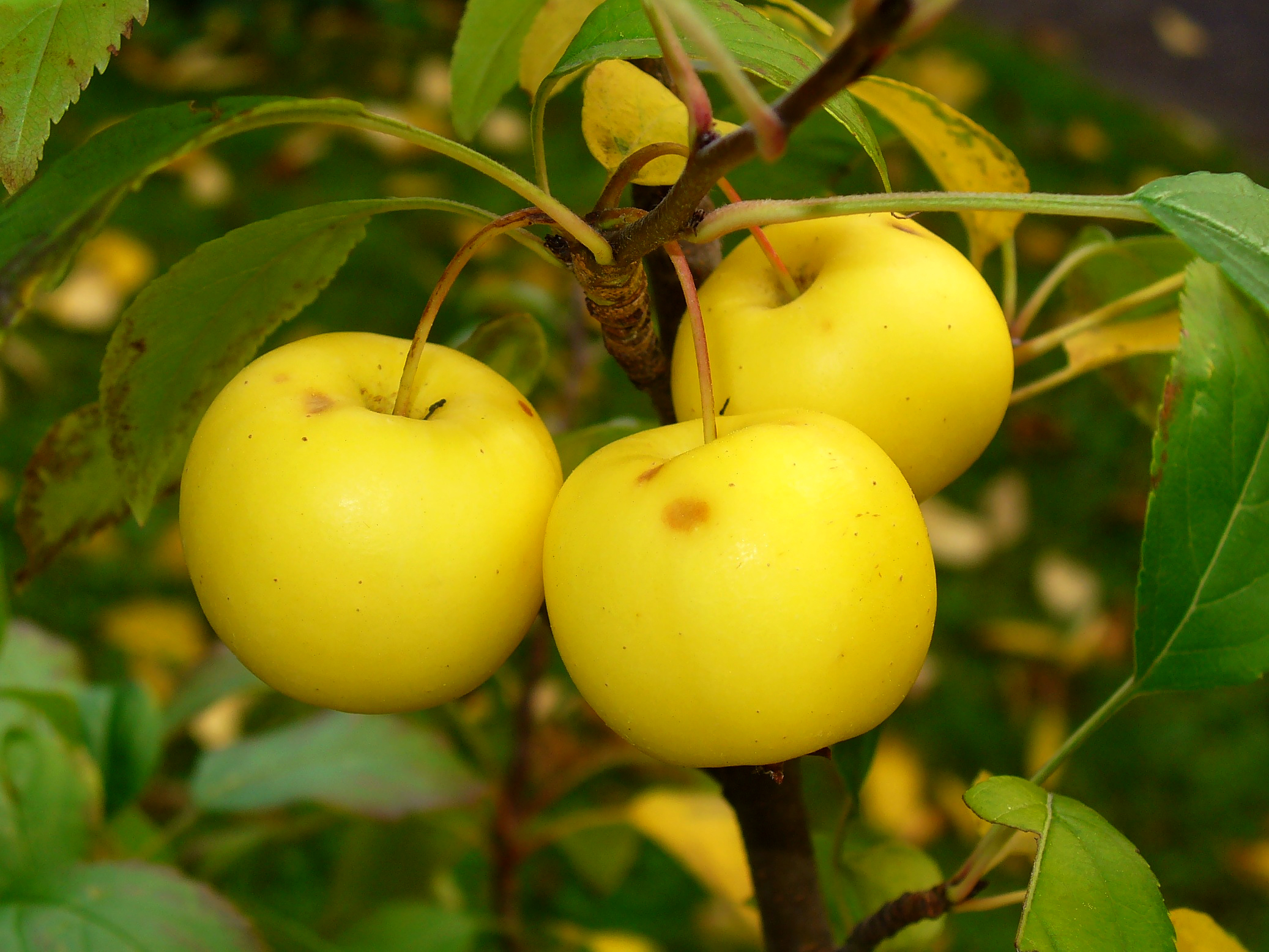